# Dorfkirche Altenfeld

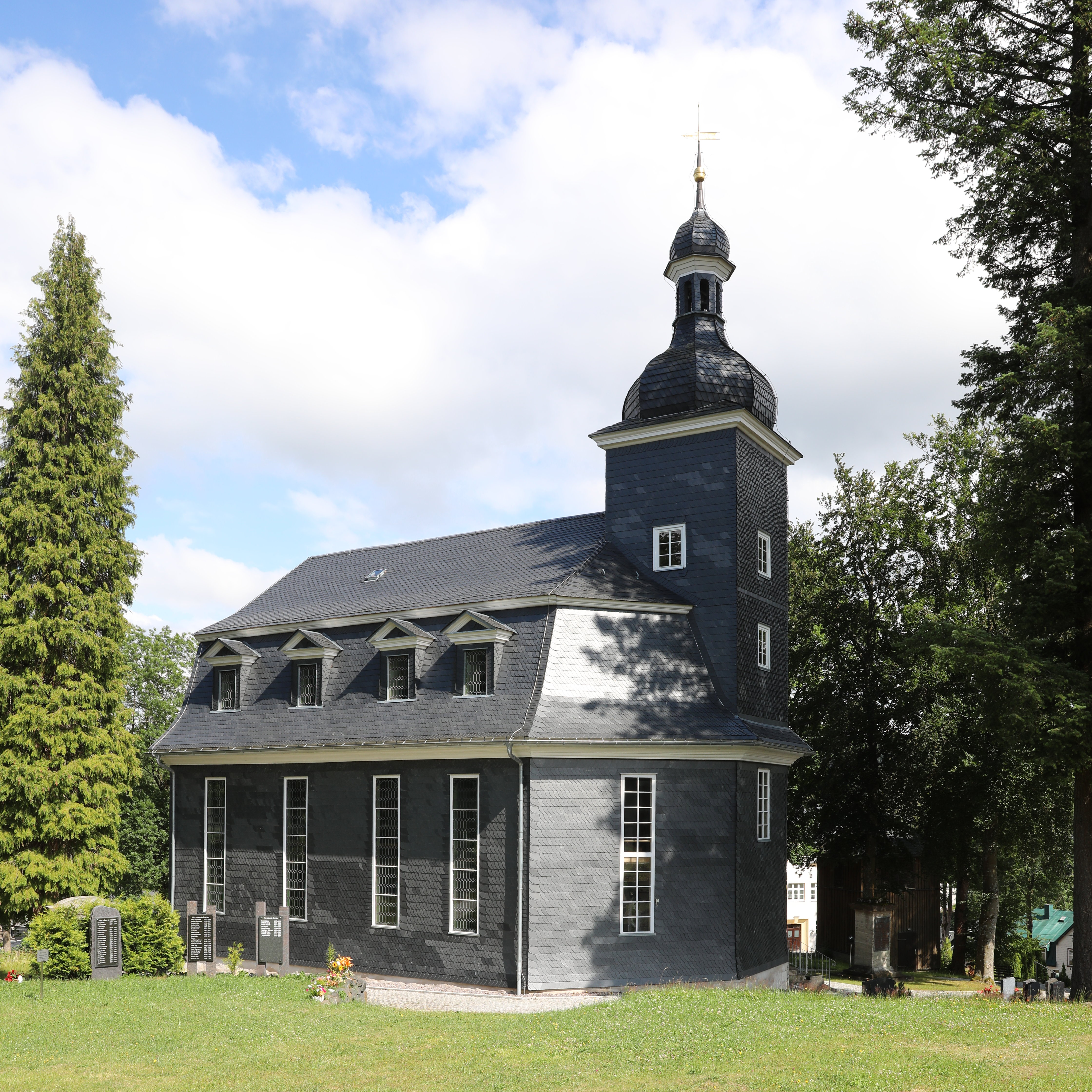
Evangelisch-Lutherische Kirche in Altenfeld

Die Dorfkirche Altenfeld steht an einem westlich geneigten Hang im östlichen Raum von Altenfeld im Ilm-Kreis in Thüringen. Sie gehört zur Kirchgemeinde Neustadt am Rennsteig im Kirchenkreis Arnstadt-Ilmenau der Evangelischen Kirche in Mitteldeutschland.

## Geschichte
Die Kirche mit achteckigem Grundriss wurde von 1738 bis 1741 im barocken Stil als beschieferter Fachwerkbau errichtet. Der Kirchturm hat einen quadratischen Grundriss. Er steht an der Westseite mit Haube, Laterne, Zwiebel und Wetterfahne.
Das Glockenhaus an der Ostseite des Friedhofs wurde 1751 errichtet, die Glocken wurden 1751 und 1917 in Coburg gegossen.
1891 wurde die Tür renoviert. Nach starker Beschädigung durch Artilleriebeschuss der US-Armee wurde sie im April 1945 erneuert.
1962 und 1963 wurden das Dach des Kirchenschiffs und des Turmes neu mit Schiefer eingedeckt. 1966 schloss sich eine Innensanierung an.
Seit 1983 steht das Gebäude unter Denkmalschutz. Die Kirche wurde im November 2013 von der Stiftung zur Bewahrung kirchlicher Baudenkmäler in Deutschland (KiBa) zur Kirche des Monats gewählt.

## Ausstattung
Innen befinden sich zwei umlaufende Emporen mit eingebautem Kanzelaltar. Den Taufstein stammt von einem Stifter. Die hohen schmalen, in Bleiglas gefassten Rechteckfenster sind teilweise mit christlichen Bildern in Hinterglasmalerei verziert.

### Orgel
Der Orgelprospekt, auf der zweiten Westempore, ist aus dem Jahr 1776. In das alte Gehäuse wurde 1930 von Wiegand Helfenbein eine neue Orgel eingebaut. Die Vorgängerorgel ist ein Werk von Johann Stephan Schmaltz aus Arnstadt. Die jetzige Orgel hat eine pneumatische Traktur und 16 Register auf zwei Manuale und Pedal.